# Nuno Henrique
Nuno Henrique, de son nom complet Nuno Henrique Pina Nunes, né le 31 mars 1999 à Lisbonne au Portugal, est un footballeur portugais qui évolue au poste de milieu de terrain.

## Biographie

### En club
Depuis 2019, il évolue avec le Chievo Vérone en Serie B,.

### En sélection
Avec les moins de 19 ans, il inscrit un but lors d'une rencontre amicale face à la Hongrie en février 2018. Il délivre également à cette occasion, une passe décisive. Il participe ensuite quelques mois plus tard au championnat d'Europe des moins de 19 ans organisé en Finlande. Lors de cette compétition, il joue deux matchs, en officiant notamment comme titulaire lors de la finale. Le Portugal remporte le tournoi en battant l'Italie en finale après prolongation.
Par la suite, avec les moins de 20 ans, il dispute la Coupe du monde des moins de 20 ans en 2019. Lors du mondial junior qui se déroule en Pologne, il ne joue qu'une seule rencontre, face à la Corée du Sud. Avec un bilan d'une victoire, un nul et une défaite, le Portugal est éliminé dès le premier tour du mondial.

## Palmarès
Portugal - 19 ans :
- Vainqueur du championnat d'Europe des moins de 19 ans en 2018